# Вотрен
Вотрен (на френски: Vautrin) е персонаж от романите на френския писател Оноре дьо Балзак в поредицата Човешка комедия. Истинското му име е Жак Колен (на френски: Jacques Kolen). Появява се в романите Дядо Горио (на френски: Le Père Goriot, 1834/35) под името Вотрен, в Изгубени илюзии (на френски: Illusions perdues, 1837 – 43), във Величие и падение на куртизанките (на френски: Splendeurs et misères des courtisanes, 1838 – 44) и в продължението на Изгубени илюзии под името абат Карлос Ерера. В затвора получава и прякора Мами-и-смъртта (на френски: Trompe-la-Mort), след като успява да се спаси многократно от смъртна присъда.

## Появявания

### Романи
- Дядо Горио
- Изгубени илюзии (само като Абат Ерера)
- Величие и падение на куртизанките
- Братовчедката Бет (малка, неназована поява)
- Сватбеният договор (споменат)

### Театрални пиеси
- „Вотрен“, забранена 1840
- „Вотрен“, от Емил Жирар, поставена в Комеди Франсез през 1922
- „Господин Вотрен“ на Андре Чарпак, поставена в Théâtre Récamier
- „Вотрен“, с части от „Дядо Горио“, поставена за пръв път на 14 януари 1986 в Théâtre du Campagnol

### Кино
- Габриел Синьоре в „Дядо Горио“ (1921)
- Лионел Баримор в „Дядо Горио“ (1926)
- Майкъл Саймън във „Вотрен“ (1943)
- Пиер Реноа в „Дядо Горио“ (1944)
- Уили А. Клено в „Кариера в Париж“ (1952)
- Алфред Адам във „Вотрен“: „Пансионът Воке“, „Къщата Естер“, „Клетвата на Вотрен“ (1957, минисериал в 3 части)
- Андрю Киър в „Дядо Горио“ (1968)
- Роже Жаке в „Дядо Горио“ (1972)
- Жорж Жере в „Величие и падение на куртизанките“ (1975)
- Жан-Пиер Касел в „Растиняк или Амбициозните“
- Чеки Карио в „Дядо Горио“ (2004)